# مانیلا واتر
مانیلا واتر (انگلیسی: Manila Water) شرکت آب فیلیپینی است، که در سال ۱۹۹۷ تأسیس شد.